# 熊本県民総合運動公園屋内運動広場
熊本県民総合運動公園屋内運動広場（くまもとけんみんそうごううんどうこうえん・おくないうんどうひろば）は、熊本県熊本市東区平山町の熊本県民総合運動公園内にある、屋内多目的スポーツ施設である。パークドーム熊本（パークドームくまもと）という愛称で広く知られる。
熊本県が建設・保有し、開場時から熊本県スポーツ振興事業団が単独の指定管理者として運営管理を行っていたが、2016年からはミズノグループとの共同管理に移行している。

## 歴史
1997年世界男子ハンドボール選手権の誘致に際し、メイン会場として1994年に建設計画が発表された。1995年から2年間をかけ、1997年3月に竣工。大会終了後の同年9月にグラウンド面を砂入り人工芝（オムニ）に変更した。
1999年には台風18号により、屋根を構成する二重膜が破れる被害を受けたが、応急修理をして同年のくまもと未来国体でも使用された。
2002年には技能五輪全国大会、2006年にはスペシャルオリンピックス日本大会などが開催されている。
2016年4月発生の熊本地震で被害を受け、使用を一時中止。修繕工事を行い、2017年4月に再オープン。
2019年11月30日よりメイン会場として2019年世界女子ハンドボール選手権が開催された。
2023年、体育館でなく自由に出入り可能な屋内広場という意義を長期にわたって維持し続けていること、災害に遭いながらも建築時の美しさを良好に保っていることなどが評価され、日本建築家協会のJIA25年賞を受賞した。

## 施設概要
敷地はソラマメのようなややゆがんだ形状をしている。
屋根はグラウンド面から天井まで32mの高さを持ち、東京ドーム等と同じく空気膜構造であるが、世界で初めて二重空気膜が採用された。これは2枚の膜の間の気圧だけを外気より高めることで屋根を支持する構造であり、利用者がいる空間に加圧する必要がないという利点を持つ。
加圧用のファンは太陽光発電による電力を利用し、また屋根からの自然採光を積極的に用いることで屋内照明を減らすなど、省エネルギーも考慮した設計になっている。
屋内にはグラウンド、プール、会議室などが配置されている。
- グラウンド 約11,000m2（120m×106m）
  - 砂入り人工芝
  - サッカー1面、テニス12面、ソフトボール・少年野球2面（一般野球<硬式・軟式>使用不可）、ゲートボール8面の確保が可能
  - スタンド（2,000席）
- プール（25m×5コース、幼児プール）

## 交通アクセス
- バス
  - 熊本駅前または熊本桜町バスターミナルから熊本都市バスG1-5系統「免許センター・パークドーム」行きに乗車、「パークドーム熊本前」下車
- 自動車
  - 九州自動車道熊本インターチェンジから5～10分
  - 熊本空港から10～15分